# Württembergische KL
Die Württembergische KL der Königlich Württembergischen Staats-Eisenbahnen (K.W.St.E.) waren mit einem Kittel-Kessel ausgerüstete Dampflokomotiven für den Nebenbahnbetrieb.
Ursprünglich wurden vier Lokomotiven einer Serie der Maschinenfabrik Esslingen an die Westdeutsche Eisenbahn-Gesellschaft (WeEG) ausgeliefert. Zwei davon kamen nach einem Umbau zur K.W.St.E. und wurden als KL 1 und KL 2 bezeichnet. 1917 wurde eine Lok an die Osnabrücker Kupfer- und Drahtwerke verkauft, wo sie bis 1970 im Einsatz war. Die Lokomotive ist heute im Deutschen Technikmuseum Berlin erhalten.

## Geschichte

### Bestellung
Auslöser für die Bestellung der Lokomotiven waren die Bestrebungen der Moselbahn aus dem Jahr 1909, mehrere größere Lokomotiven gegen kleinere Lokomotiven mit Einmannbedienung auszuwechseln. Dafür waren kleine Lokomotiven mit einem stehenden Kessel und doppelten vorhandenen Bedienelementen angedacht. Die Lokomotiven sollten die kurzen Strecken bedienen.
Unterschiedliche Quelle erwähnen vier Trambahnlokomotiven für die WeEG und die Strohgäubahn, andere die Auslieferung von vier Lokomotiven mit den Fabriknummern Maschinenfabrik Esslingen 3480–3483.
Nach kurzer Erprobung wurden die Fahrzeuge 1910 wieder an das Herstellerwerk zurückgegeben, wo einige mit dem Kittel-Kessel umgerüstet wurden. Unterschiedliche Angaben gibt es über die weitere Verwendung: in einer Quelle werden drei Lokomotiven für die K.W.St.E., in einer anderen die Fabriknummern ME 3480 und 3481 als K.W.St.E. KL 1 und KL 2 erwähnt.

### Königlich Württembergische Staats-Eisenbahnen
An die K.W.St.E. wurden die Loks 1911 abgeliefert und im leichten Personenzugdienst im Raum Tübingen verwendet. Von der KL 2 ist das Betriebsbuch erhalten geblieben, aus dem hervorgeht, dass die Lokomotive bis zur nächsten Untersuchung 94.856 km zurücklegte. Nach einer größeren Kesselreparatur erreichte die Maschine eine jährliche Betriebsleistung von über 90.000 km. 1916 wurde die Maschine in Ulm stationiert, wo sie bis 1917 im Betrieb stand. Das Schicksal der anderen Lokomotiven ist nicht bekannt.

### Privatbetriebe und Museumsbahnen
Im Oktober 1917 wurde die ehemalige KL 2 an die Osnabrücker Kupfer- und Drahtwerke verkauft, wo sie als Nummer 2 bis Ende der 1960er Jahre als Rangierlok eingesetzt wurde. Danach wurde sie als Reservelok noch bis Ende der 70er Jahre dort vorgehalten. Sie wurde im Zweiten Weltkrieg beschädigt, wurde jedoch wieder instand gesetzt. 1970 wurde sie an den Deutschen Eisenbahn-Verein in Bruchhausen-Vilsen verkauft, wo sie Sonderfahrten durchführte.  1972 erhielt die Lokomotive nochmals eine Hauptuntersuchung. 1971 bis 1976 wurde sie leihweise an die Dampfeisenbahn Weserbergland abgegeben, wo sie nur kurz im Einsatz war. Seit 1984 gehört die historisch wertvolle Lokomotive zum Inventar des Deutschen Technikmuseums Berlin, 1985 war sie Ausstellungsstück in Nürnberg zum Jubiläum „150 Jahre Deutsche Eisenbahnen“.

## Technik
Die Lokomotiven sind für den Einmannbetrieb vorgesehen. In der Mitte der Lok befindet sich der stehende Kessel, der an beiden Seiten Feuertüren besitzt. Neben den Bedienelementen, die auf beiden Seiten angeordnet und mechanisch miteinander verbunden sind, waren die Kohlenvorräte und Wasserkästen gleichmäßig auf beide Lokhälften verteilt. Der Lokführer konnte immer auf dem erforderlichen Führerstand seinen Dienst alleine verrichten und seinen Standort wechseln, ohne aussteigen zu müssen. Die Führerstände sind mit einer Übergangstür ausgerüstet, sodass das Zugbegleitpersonal während der Fahrt auf den Führerstand wechseln konnte.
Unterschiedliche Angaben gibt es über die technische Ausrüstung: während eine Quelle einen Serpollet-Kessel angibt und den Kittel-Kessel als Umbauvariante nach 1911 nennt, geht aus dem Betriebsbuch der erhaltenen KL 2 1911 der Kittel-Kessel als Ursprungsvariante hervor. Die Vergrößerung des Radstandes spricht aber auf jeden Fall für eine andere Kesselbauart als zur Anlieferung. Die Leistung wurde über zwei Zylinder und ein Triebwerk mit Heusinger-Steuerung auf die beiden Antriebsachsen übertragen. Die Leistung der Lok wurde mit einem Zuggewicht von 100 t in der Ebene mit 55 km/h angegeben, auf einer Steigung von 10 ‰ konnte die Lok noch 22 km/h erreichen. Bei Versuchsfahrten haben die Maschinen auf der Strohgäubahn eine Zuglast von 65 t auf 20 ‰  mit 15 km/h befördern können.
Die Bremsausrüstung war ursprünglich mit der damals bei der Moselbahn üblichen Hardy-Bremse angegeben, nach dem Umbau haben sie eine Druckluftbremse besessen. Außerdem waren Zug- und Stoßeinrichtungen sowie Signaleinrichtungen vorhanden.